# Улица Луначарского (Павловск)
Улица Лунача́рского — улица в городе Павловске (Пушкинский район Санкт-Петербурга). Проходит от Звериницкой улицы и улицы Красного Курсанта до улицы Круглый Пруд. После Круглого пруда по оси улицы Луначарского идёт улица Матросова.
Первоначальное название — проспект Ка́менных Воро́т (проспект Воро́т). Оно появилось в 1780-х годах. Геоним связан с тем, что улица начиналась от въездных ворот в Зверинец, в котором содержались олени и ослы.
С 1860-х годов проспект переименовали в Гла́вную улицу, поскольку она была центральной улицей Зверинца.
Примерно в 1839 году улицу переименовали в улицу Луначарского — в честь советского государственного деятеля Анатолия Васильевича Луначарского.

## Перекрестки
- Звериницкая улица / улица Красного Курсанта
- Пушкинская улица
- улица Декабристов
- улица Круглый Пруд